# Liste der Naturdenkmäler im Bezirk Mödling
Die Liste der Naturdenkmäler im Bezirk Mödling enthält die 63 Naturdenkmäler im Bezirk Mödling.

## Naturdenkmäler
| Foto |                 | Name                                                            | ID     | Standort                                                                      | Beschreibung | Fläche | Datum      |
| ---- | --------------- | --------------------------------------------------------------- | ------ | ----------------------------------------------------------------------------- | --- | ------ | ---------- |
| 1    | Datei hochladen | Iris pseudacorus (Wasserschwertlilie) und die Stockweiden       | MD-084 | Achau KG: Achau GrStNr: 794 Standort                                          | Mühlbach-Altarm mit stockenden Korbweiden, zum Zeitpunkt der Unterschutzstellung 1988 ca. 50 Jahre alt sowie einem damals großen Bestand an Wasserschwertlilien.Anmerkung: Gst 794/1; Position lt. FläWi |        | 25.05.1988 |
| 1    | Datei hochladen | Trockenrasen der sogenannten Heide                              | MD-077 | Achau KG: Achau GrStNr: 566 Standort                                          | Ehemalige Weidefläche, teilweise mit Eschen und Robinien in schlechtem Zustand aufgeforstet, zum Zeitpunkt der Unterschutzstellung 1988 mit Vorkommen von zahlreichen Trockenrasenarten, darunter vier Orchideenarten und der Federnelke.Anmerkung: Gst. existiert nicht, Im FläWi auf Gst 851 |        | 29.02.1988 |
| 1    | Datei hochladen | 1 Weißpappel                                                    | MD-030 | Biedermannsdorf KG: Biedermannsdorf GrStNr: 901 Standort                      | Auffallend schöne WeißpappelAnmerkung: Grundstücksgenau (großer Baum) |        | 13.06.1955 |
| 1    | Datei hochladen | Baumgruppe mit Marterl                                          | MD-089 | Breitenfurt bei Wien KG: Breitenfurt bei Wien GrStNr: 252 Standort            | Eichenkreis aus sieben Eichen und vier alte Zerreichen am Sachsenweg zwischen Kaltenleutgeben und Breitenfurt mit 1999 errichtetem Marterl und BankAnmerkung: lt. NÖ Atlas in der PG/KG Kaltenleutgeben |        | 06.06.2001 |
| 1    | Datei hochladen | 1 Eibe                                                          | MD-045 | Breitenfurt bei Wien KG: Breitenfurt bei Wien GrStNr: 7/2 Standort            | Eibe an der Nordostecke der Friedhofsmauer |        | 24.06.1957 |
| 1    | Datei hochladen | 1 Schwarzföhre                                                  | MD-044 | Breitenfurt bei Wien KG: Breitenfurt bei Wien GrStNr: 181/4; 181/107 Standort | Anmerkung: nach Fläwi eher auf 181/107 (dort verortet); wird nochmals überprüft |        | 24.06.1957 |
| 1    | Datei hochladen | 1 Eiche                                                         | MD-092 | Breitenfurt bei Wien KG: Breitenfurt GrStNr: 506/1 Standort                   | Regelmäßig geformte Stieleiche, die am Rande eines großen Wiesenbereichs, der von Siedlungsteilen umschlossen ist, landschaftsprägend wirktAnmerkung: Nicht in der PG Mödling |        | 22.10.2003 |
| 1    | Datei hochladen | 1 Linde                                                         | MD-091 | Breitenfurt bei Wien KG: Breitenfurt GrStNr: 90/11; 1/4 Standort              | 9 m von der Kirche St. Nepomuk entfernte Linde, zum Zeitpunkt der Unterschutzstellung 2003 ca. 300 Jahre alt mit 4 m Stammumfang, in Verbindung mit dem Bauwerk prägend für das LandschaftsbildAnmerkung: Nicht in der PG Mödling |        | 21.07.2003 |
| 1    | Datei hochladen | 1 Schwarzkiefer                                                 | MD-072 | Gaaden KG: Gaaden GrStNr: 122/2 Standort                                      | Schwarzkiefer auf Gartengrundstück, zum Zeitpunkt der Unterschutzstellung 1987 ca. 85 Jahre alt, 15 m hoch bei einem Stammumfang von 2,50 m. |        | 30.11.1987 |
| 1    | Datei hochladen | Trockenrasenbiotop auf dem sogenannten Lauskogel                | MD-078 | Gaaden KG: Gaaden GrStNr: 1088 Standort                                       | Trockenrasen von nationaler Bedeutung zum Zeitpunkt der Unterschutzstellung 1988 mit ca. 50 Trockenrasen-Arten, darunter Frühlings-Adonisröschen, Bergaster und Großer Ehrenpreis | 0,8 ha | 16.05.1988 |
| 1    | Datei hochladen | Schwarzkiefernwald                                              | MD-090 | Gießhübl KG: Gießhübl GrStNr: 778/8 Standort                                  | Baumreihe und angrenzende Waldfläche aus Schwarzkiefern als Festplatz des Jungarbeiterdorfs, zum Zeitpunkt der Unterschutzstellung 2003 ca. 150 Jahre alt, mit mittlerem Brusthöhendurchmesser von ca. 50 cm und einer Höhe von ca. 20 m. |        | 05.03.2003 |
| 1    | Datei hochladen | 1 Winterlinde                                                   | MD-026 | Gumpoldskirchen KG: Gumpoldskirchen GrStNr: 365/2 Standort                    | alte Linde bei der Pfarrkirche |        | 13.02.1928 |
| 1    | Datei hochladen | Aigner-Teich                                                    | MD-073 | Guntramsdorf KG: Guntramsdorf GrStNr: 2272/1 Standort                         | Teich mit umgebender Trockenvegetation aus pannonischen Arten, z. B. Schleierkraut |        | 13.05.1988 |
| 1    | Datei hochladen | Biotopbereich „Figurteich“                                      | MD-086 | Guntramsdorf KG: Guntramsdorf GrStNr: 1629/22; 221 Standort                   | Relikt zahlreicher Ziegelteich-Infrastrukturbrachen zwischen Leopoldsdorfer Platte und Thermenlinie mit kleinräumigem Mosaik von Teichen, Feucht- und Trockenstandorten.Anmerkung: Koordinate von 1629/22; Siehe KG Wiener Neudorf |        | 17.12.1996 |
| 1    | Datei hochladen | 1 Rotbuche, 1 Baumhasel                                         | MD-064 | Hinterbrühl KG: Hinterbrühl GrStNr: 292/2 Standort                            | Mehrere Bäume auf einem Gartengrundstück, zum Zeitpunkt der Unterschutzstellung 1986 200 Jahre alte Rotbuche mit einer Höhe von 14 m und einem Umfang von 4 m, 150 Jahre alte Baumhasel mit einer Höhe von 18 m und einem Umfang von 2,80 m sowie zwei weitere Bäume. Alle Bäume in gutem Zustand und mit hoher Bedeutung für das Landschaftsbild.                                                                                     |        | 27.02.1986 |
| 0 BW | Datei hochladen | 2 Schwarzkiefern                                                | MD-065 | Hinterbrühl KG: Hinterbrühl GrStNr: 713/3 Standort                            | Zwei Schwarzkiefern mit markanter Baumkrone, zum Zeitpunkt der Unterschutzstellung 1985 ca. 180 Jahre alt, einer davon mit einigen alten Stammwunden, 14 und 15 Meter hochAnmerkung: grundstücksgenau – Zugang wegen Einzäunung nicht möglich |        | 22.10.1985 |
| 1    | Datei hochladen | 2 Schwarzföhren                                                 | MD-010 | Hinterbrühl KG: Hinterbrühl GrStNr: 347/1 Standort                            | Von den ursprünglich drei Schwarzkiefern vor der Pfarrkirche starb die jüngste der drei ab und musste daher im Jahr 2014 gefällt werden. |        | 10.06.1931 |
| 1    | Datei hochladen | 6 Schwarzkiefern                                                | MD-037 | Hinterbrühl KG: Hinterbrühl GrStNr: 893/1; 894/1 Standort                     | 1983 im Rahmen der Überprüfung eines Bescheides von 1943 von 15 auf 6 Individuen reduzierter Bestand von ca. 180 Jahre alten und 8 – 12 m hohen Schwarzkiefern. Die Föhren stehen in einem eingezäunten Bereich auf Privatgrund. |        | 31.05.1983 |
| 0 BW | Datei hochladen | 1 Lindenbaum                                                    | MD-079 | Hinterbrühl KG: Hinterbrühl GrStNr: 145/7 Standort                            | Anmerkung: Nicht auf der Homepage des Landes Niederösterreich |        | 19.09.1990 |
| 1    | Datei hochladen | Hohlweg von Hinterbrühl nach Weissenbach                        | MD-085 | Hinterbrühl KG: Hinterbrühl GrStNr: 914 Standort                              | Prähistorischer Altstraßenrest als Verbindung zwischen vorchristlichen Kultstätten |        | 26.07.1993 |
| 0 BW | Datei hochladen | Trockenrasen                                                    | MD-081 | Hinterbrühl KG: Hinterbrühl GrStNr: 884 Standort                              | Trockenrasen am Hundsberg/Sonnleiten mit zum Zeitpunkt der Unterschutzstellung 1991 ca. 100 Trockenrasenarten, darunter Zwerg-Schwertlilie und Schwarze Kuhschelle, in dem der Alpenverein ein Gipfelkreuz errichtet hatAnmerkung: Gst. 884/1; Bescheid gemeinsam mit MD-082 – Zugang wegen Einzäunung nicht möglich |        | 19.09.1991 |
| 0 BW | Datei hochladen | Wald/Buschbiotop mit Vorkommen besonderer botanischer Raritäten | MD-082 | Hinterbrühl KG: Hinterbrühl GrStNr: 885/21 Standort                           | Gehölzbestand mit zum Zeitpunkt der Unterschutzstellung 1991 größtem Vorkommen von Purpur-Knabenkraut in Niederösterreich (120 Individuen).Anmerkung: Bescheid gemeinsam mit MD-081 – Zugang wegen Einzäunung nicht möglich |        | 19.09.1991 |
| 1    | Datei hochladen | Schwarzföhre                                                    | MD-029 | Hinterbrühl KG: Hinterbrühl GrStNr: 943/1 Standort                            | Ursprünglich wurden zwei Schwarzföhren an der Gemeindegrenze zu Mödling im Jahr 1955 unter Schutz gestellt. Da der sogenannte Versöhnungsbaum (näher zur Mödlinger Straße) stark beschädigt wurde, wurde im Jahr 1997 bescheidmäßig der Schutz dieses Baumes aufgehoben. |        | 13.04.1955 |
| 1    | Datei hochladen | 1 Schwarzföhre                                                  | MD-006 | Hinterbrühl KG: Sparbach GrStNr: 201/1 Standort                               | Die sogenannte Raimund-Föhre im Naturpark Sparbach. Lt. Beschreibung im Naturpark handelt es sich nicht um eine Schwarz-, sondern eine Rotföhre (Weißkiefer) |        | 04.09.1941 |
| 1    | Datei hochladen | 1 Sommereiche                                                   | MD-007 | Hinterbrühl KG: Sparbach GrStNr: 83 Standort                                  | |        | 13.02.1928 |
| 1    | Datei hochladen | 2 Schwarzkiefern                                                | MD-051 | Hinterbrühl KG: Sparbach GrStNr: 257/2 Standort                               | Zwei lt. Bescheid schöne Schwarzföhren oberhalb des Friedhofs von Sparbach |        | 01.07.1964 |
| 1    | Datei hochladen | Diverse Bäume                                                   | MD-041 | Hinterbrühl KG: Sparbach GrStNr: 234/1; 216/1; 217 Standort                   | Weißbuche im Tiergarten auf der Hirschwiese, zwei Schwarzföhren und zwei Eichen im Naturpark auf der Diana-Wiese, unter anderem die FürstenföhreAnmerkung: Teilflächen hängen nicht zusammen! Die Koordinaten beziehen sich auf die Fürstenföhre |        | 25.03.1957 |
| 1    | Datei hochladen | 1 Wildbirnbaum                                                  | MD-047 | Hinterbrühl KG: Weißenbach bei Mödling GrStNr: 197 Standort                   | Schöner Wildbirnbaum, aus ästhetischen und nützlichen Gründen 1961 unter Schutz gestellt. Baum durch Sturm- oder Blitzeinwirkung stark beschädigt. |        | 15.05.1961 |
| 1    | Datei hochladen | 2 Föhren                                                        | MD-050 | Kaltenleutgeben KG: Kaltenleutgeben GrStNr: 522; 519/2 Standort               | Zwei Föhren, aufgrund des eindrucksvollen Bildes gemeinsam mit der oberhalb gelegenen Pfarrkirche unter Schutz gestellt |        | 14.06.1963 |
| 1    | Datei hochladen | Hellwiese                                                       | MD-087 | Kaltenleutgeben KG: Kaltenleutgeben GrStNr: 204/1 Standort                    | Wiesenmosaik mit mehreren Feuchtwiesenanteilen mit Vorkommen von Breitblättrigem Knabenkraut, Bachlauf mit Wasserschwertlilien sowie trockenen Anteilen |        | 08.06.1999 |
| 1    | Datei hochladen | Kalkfelsgebilde                                                 | MD-035 | Kaltenleutgeben KG: Kaltenleutgeben GrStNr: 487/1 Standort                    | Zum Zeitpunkt der Unterschutzstellung 1931 12 m hohes, 4 m breites und 10 m langes Kalksteinmassiv „Bär“. |        | 19.03.1931 |
| 1    | Datei hochladen | Alter Lauf der Schwechat                                        | MD-059 | Laxenburg KG: Laxenburg GrStNr: 681 Standort                                  | Gewundener Altwasserrest mit dichtem Unterwuchs und hoher Bedeutung für Amphibien und Landschaftsbild |        | 04.01.1983 |
| 1    | Datei hochladen | Feldahorn im Wällischhofwald                                    | MD-093 | Maria Enzersdorf KG: Maria Enzersdorf GrStNr: 890/2 Standort                  | |        | 11.06.2004 |
| 1    | Datei hochladen | 1 Schwarzföhre                                                  | MD-038 | Maria Enzersdorf KG: Maria Enzersdorf GrStNr: 569/23 Standort                 | Schwarzföhre von seltener Schönheit und Größe am Weg zur Urlaubskreuzkapelle |        | 27.11.1956 |
| 1    | Datei hochladen | 1 Ailanthus                                                     | MD-062 | Mödling KG: Mödling GrStNr: 1737/1 Standort                                   | Zum Zeitpunkt der Unterschutzstellung 1984 zwei ca. 120 Jahre alte Exemplare des Götterbaums beim Bahnhof, mit Bescheid vom 30. September 2011 wurde die Erklärung zum Naturdenkmal für einen der Bäume aufgrund seines Zustandes widerrufen. |        | 02.04.1984 |
| 1    | Datei hochladen | 1 Eibe                                                          | MD-004 | Mödling KG: Mödling GrStNr: 840/2 Standort                                    | 1941 unter Schutz gestellte Eibe |        | 04.09.1941 |
| 1    | Datei hochladen | 1 Schwarzföhre                                                  | MD-005 | Mödling KG: Mödling GrStNr: 1792/1 Standort                                   | 1941 unter Schutz gestellte Schwarzföhre, als kleine Breite Föhre ausgewiesenes Naturdenkmal. |        | 04.09.1941 |
| 1    | Datei hochladen | 1 Schwarzkiefer                                                 | MD-061 | Mödling KG: Mödling GrStNr: 1679 Standort                                     | Schöne und gesunde schirmförmige Schwarzkiefer, zum Zeitpunkt der Unterschutzstellung 1983 ca. 130 Jahre alt mit einer Höhe von 8 m und einem Stammumfang von 2,80 m. Die Föhre befindet sich auf eingezäunten Besitz, es ist daher nur die Krone sichtbar. |        | 13.12.1983 |
| 1    | Datei hochladen | Biotop                                                          | MD-080 | Mödling KG: Mödling GrStNr: 1742/1 Standort                                   | Dreieckiges Feuchtbiotop nahe der Südbahntrasse, zum Zeitpunkt der Unterschutzstellung 1990 mit kleinem Tümpel und Vorkommen von schmalblättrigem und breitblättrigem Rohrkolben sowie weiteren Feuchtezeigern. Dieses Gebiet stellt das einzige Vorkommen der Grünen Strauchschrecke (Eupholidoptera schmidti) in Österreich dar. Sie dürfte mit Pflanzenmaterial aus Slowenien oder Kroatien eingeführt worden sein.Anmerkung: FläWi |        | 30.10.1990 |
| 1    | Datei hochladen | Breite Föhre II                                                 | MD-002 | Mödling KG: Mödling GrStNr: 1792/1 Standort                                   | Schwarzkiefer am Anningerweg, zum Zeitpunkt der Unterschutzstellung 1983 ca. 180 Jahre alt mit einer Höhe von 8 m und einem Stammumfang von 2,05 m in unmittelbarer Nähe der 1982 gefällten „Breiten Föhre“Anmerkung: lt. FläWi |        | 16.02.1983 |
| 0 BW | Datei hochladen | Platane                                                         | MD-098 | Mödling KG: Mödling GrStNr: 982/1 Standort                                    | Es handelt sich um eine Ahornblättrige Platane (Platanus acerifolia). Das Alter des Baumes wird mit ca. 120 Jahre angeschätzt. Die Höhe der Platane beträgt ca. 23 m. Die Platane stockt im Innenhof der ÖRK Bezirksstelle. | 151 m² | 18.12.2017 |
| 1    | Datei hochladen | Diverse Bäume                                                   | MD-042 | Mödling KG: Mödling GrStNr: 2206/1 Standort                                   | 1957 unter Schutz gestellte auffallend schöne Baumgruppe aus 7 Platanen, 1 Eiche, 1 Schwarzkiefer, 1 Silberpappel, die sich entlang der Peripherie der Meiereiwiese befinden. |        | 25.03.1957 |
| 1    | Datei hochladen | Felsgruppe                                                      | MD-003 | Mödling KG: Mödling GrStNr: 1792/1 Standort                                   | Etwa 10 m hoher Dolomitfelsen „Matterhörndl“, im 19. Jahrhundert als Klettergarten benutzt.Anmerkung: FläWi |        | 04.09.1941 |
| 1    | Datei hochladen | Geradfrüchtiges Hornköpfchen                                    | MD-063 | Mödling KG: Mödling GrStNr: 1357/4 Standort                                   | Bestand von Geradfrüchtiges Hornköpfchen – Ceratocephala orthoceras an der Straßenböschung Guntramsdorfer Straße/Technikerstraße, eines von zwei 1984 bekannten Vorkommen in ÖsterreichAnmerkung: Standort lt. FläWi | 85 m²  | 18.07.1984 |
| 1    | Datei hochladen | Mödlinger Federnelke                                            | MD-097 | Mödling KG: Mödling GrStNr: 1792/1; 2278/1 Standort                           | Einziger Standort der Mödlinger Federnelke in einer Trockenrasenformation am Frauenstein |        | 07.02.2008 |
| 0 BW | Datei hochladen | Rot-/Blutbuche                                                  | MD-095 | Mödling KG: Mödling GrStNr: 68/1 Standort                                     | 2006 unter Schutz gestellte BlutbucheAnmerkung: Baum befindet sich auf Privatgrund, vom öffentlichen Gut nicht einsehbar. |        | 27.10.2006 |
| 1    | Datei hochladen | Spanische Tanne                                                 | MD-096 | Mödling KG: Mödling GrStNr: 835/2 Standort                                    | Spanische Tanne |        | 02.03.2007 |
| 1    | Datei hochladen | 1 Winterlinde                                                   | MD-046 | Münchendorf KG: Münchendorf GrStNr: aktuell 2004 (alt: 559/1) Standort        | 1942 unter Schutz gestellte Winterlinde bei ehemaligem k.k. Jägerhaus, inzwischen schon sehr viele abgestorbene ÄsteAnmerkung: Nummer nicht auffindbar, neue Grst.nr., Koord. laut Luftbild |        | 12.12.1942 |
| 1    | Datei hochladen | 1 Eiche                                                         | MD-052 | Perchtoldsdorf KG: Perchtoldsdorf GrStNr: 2874/10 Standort                    | Landschaftsbildprägende Eiche |        | 18.05.1965 |
| 1    | Datei hochladen | 1 Rosskastanie                                                  | MD-071 | Perchtoldsdorf KG: Perchtoldsdorf GrStNr: 2585/122 Standort                   | Rosskastanie auf einem Zufahrtsweg, zum Zeitpunkt der Unterschutzstellung 1988 ca. 110 Jahre alt, mit Zwieselwuchs und gleichmäßiger Krone |        | 25.07.1988 |
| 1    | Datei hochladen | 1 Schwarzföhre                                                  | MD-021 | Perchtoldsdorf KG: Perchtoldsdorf GrStNr: 2608/1 Standort                     | 1937 wegen ihrer Wuchsform als Parapluibaum unter Schutz gestellte Schwarzföhre am Parapluiberg im Naturpark Föhrenberge. |        | 19.04.1937 |
| 1    | Datei hochladen | 1 Schwarzkiefer                                                 | MD-074 | Perchtoldsdorf KG: Perchtoldsdorf GrStNr: 2478/5 Standort                     | Gleichmäßig gewachsene Schwarzkiefer, zum Zeitpunkt der Unterschutzstellung 1989 ca. 70 Jahre alt und 17 m hoch |        | 01.06.1989 |
| 1    | Datei hochladen | 1 Winterlinde                                                   | MD-023 | Perchtoldsdorf KG: Perchtoldsdorf GrStNr: 1006/62 Standort                    | Winterlinde, 1936 wegen ihrer Eigenart unter Schutz gestellt |        | 14.09.1936 |
| 1    | Datei hochladen | 2 Sommerlinden                                                  | MD-083 | Perchtoldsdorf KG: Perchtoldsdorf GrStNr: 169/6; 165/3 Standort               | Zwei Sommerlinden in einem Abstand von ca. 4 m, zum Zeitpunkt der Unterschutzstellung 1990 in einem Alter von 150 Jahren mit einem Stammumfang von 2,05 m bzw. 2,30 mAnmerkung: unzugängliches Privatgrundstück |        | 08.03.1991 |
| 1    | Datei hochladen | 3 Eiben                                                         | MD-017 | Perchtoldsdorf KG: Perchtoldsdorf GrStNr: 557/1 Standort                      | Drei Eiben, zum Zeitpunkt der Unterschutzstellung 1952 mit einer durchschnittlichen Höhe von 10 m, einem Kronendurchmesser von 9 m und einem Stammumfang von 1,40 m zu den bedeutendsten Eiben Wiens gezählt |        | 24.01.1952 |
| 1    | Datei hochladen | Hochberg                                                        | MD-054 | Perchtoldsdorf KG: Perchtoldsdorf GrStNr: 1343/1; 1343/7 Standort             | Standort seltener und geschützter Pflanzen am Hochberg |        | 20.03.1968 |
| 1    | Datei hochladen | Perchtoldsdorfer Heide                                          | MD-001 | Perchtoldsdorf KG: Perchtoldsdorf GrStNr: 2585/14 Standort                    | Standort seltener Pflanzen |        | 09.04.1943 |
| 1    | Datei hochladen | Schwarzföhrenbestand                                            | MD-020 | Perchtoldsdorf KG: Perchtoldsdorf GrStNr: 2258/16; 2258/25 Standort           | |        | 04.09.1941 |
| 1    | Datei hochladen | 2 Linden                                                        | MD-088 | Wienerwald (Gemeinde) KG: Sulz im Wienerwald GrStNr: 242/10 Standort          | Die beiden Linden sind über 24 Meter hoch und mehr als 200 Jahre alt. Die größere Linde hat einen Brustdurchmesser von 1,3 Metern. Sie wurden aufgrund des Siedlungsbau und der damit verbundenen großflächigen Entfernung des Baumbestands als schützenswerte Bäume unter Schutz gestellt. |        | 30.11.1999 |
| 1    | Datei hochladen | Eiche (Kaisereiche)                                             | MD-094 | Wienerwald (Gemeinde) KG: Sulz GrStNr: 259/1 Standort                         | 1908 zum 60. Thronjubiläum von Kaiser Franz Joseph I. gesetzte Eiche, die entsprechend als „Kaisereiche“ bezeichnet wird. |        | 04.10.2005 |
| 1    | Datei hochladen | Biotopbereich „Figurteich“                                      | MD-086 | Wiener Neudorf KG: Wiener Neudorf GrStNr: 2/5 Standort                        | Relikt zahlreicher Ziegelteich-Infrastrukturbrachen zwischen Leopoldsdorfer Platte und Thermenlinie mit kleinräumigem Mosaik von Teichen, Feucht- und Trockenstandorten.Anmerkung: Siehe KG Guntramsdorf |        | 17.12.1996 |

## Ehemalige Naturdenkmäler
| Foto |                 | Name             | ID     | Standort                                                                 | Beschreibung | Fläche | Datum      |
| ---- | --------------- | ---------------- | ------ | ------------------------------------------------------------------------ | --- | ------ | ---------- |
| 1    | Datei hochladen | 6 Rosskastanien  | MD-028 | Biedermannsdorf KG: Biedermannsdorf GrStNr: 1146 Standort                | Baumgruppen entlang des Wiener Neustädter Kanals, zum Zeitpunkt der Unterschutzstellung 1935 von 60 auf 30 Bäume reduziert |        | 15.02.1935 |
| 0    | Datei hochladen | 1 Schwarzkiefer  | MD-058 | Gießhübl KG: Gießhübl GrStNr: 129/3                                      | |        | 25.11.1982 |
| 0    | Datei hochladen | 1 Schwarzkiefer  | MD-076 | Gießhübl KG: Gießhübl GrStNr: 520/13                                     | |        | 30.03.1990 |
| 1    | Datei hochladen | 1 Speierlingbaum | MD-012 | Gießhübl KG: Gießhübl GrStNr: 80/2 Standort                              | |        | 05.10.1940 |
| 0    | Datei hochladen | 1 Platane        | MD-067 | Mödling KG: Mödling GrStNr: 2158/2                                       | |        | 26.04.1988 |
| 1    | Datei hochladen | 1 Winterlinde    | MD-060 | Mödling KG: Mödling GrStNr: 130/10 Standort                              | Winterlinde in gutem Zustand auf einem Parkplatz, zum Zeitpunkt der Unterschutzstellung 1983 ca. 110 Jahre alt mit einer Höhe von 15 m und einem Stammumfang von 2,50 m |        | 13.12.1983 |
| 1    | Datei hochladen | Grundwasserteich | MD-066 | Münchendorf KG: Münchendorf GrStNr: aktuell 1509/2 (alt: 631/1) Standort | kleiner Grundwasserteich, nach Schotterabbau im 20. Jahrhundert entstanden, mit kleinräumigem Mosaik aus Trocken-, Feucht- und Wasserbiotopen | 500 m² | 31.01.1986 |
| 0    | Datei hochladen | 1 Maulbeerbaum   | MD-048 | Perchtoldsdorf KG: Perchtoldsdorf GrStNr: 385                            | |        | 08.02.1962 |
| 0 BW | Datei hochladen | 1 Linde          | MD-056 | Perchtoldsdorf KG: Perchtoldsdorf GrStNr: 305 Standort                   | Linde neben Wohnhaus |        | 15.12.1977 |
| 0 BW | Datei hochladen | 1 Rotbuche       | MD-069 | Wienerwald (Gemeinde) KG: Grub GrStNr: 99/1 Standort                     | Anmerkung: Position lt. FläWi – am angegebenen Standort jedoch nicht auffindbar, auch nicht in der näheren Umgebung. Eine lt. Plan des Bescheids wahrscheinlichere Rotbuche steht deutlich näher zum Bach (nördlich des kleinen Waldes), ist aber nicht sonderlich bemerkenswert. |        | 28.04.1988 |

| Foto:                    | Fotografie des Naturdenkmals. Klicken des Fotos erzeugt eine vergrößerte Ansicht. Daneben finden sich zwei Symbole: \| Weitere Bilder vorhanden \| Das Symbol bedeutet, dass weitere Fotos des Objekts verfügbar sind. Durch Klicken des Symbols werden sie angezeigt. \| \| Eigenes Foto hochladen \| Durch Klicken des Symbols können weitere Fotos des Objekts in das Medienarchiv Wikimedia Commons hochgeladen werden. \| |
| Name:                    | Bezeichnung des Naturdenkmals laut offiziellen Quellen |
| ID                       | Identifikator |
| Standort:                | Es ist die Gemeinde und falls vorhanden die Adresse angegeben. Darunter sind die Katastralgemeinde (KG) und die Grundstücksnummer angeführt. Durch Aufruf des Links Standort wird die Lage des Denkmals in verschiedenen Kartenprojekten angezeigt. |
| Beschreibung             | Kurze Beschreibung des Naturdenkmals |
| Fläche                   | Fläche des Naturdenkmals in Hektar (ha) |
| Datum                    | Datum oder Jahr der Unterschutzstellung |
| Weitere Bilder vorhanden | Das Symbol bedeutet, dass weitere Fotos des Objekts verfügbar sind. Durch Klicken des Symbols werden sie angezeigt. |
| Eigenes Foto hochladen   | Durch Klicken des Symbols können weitere Fotos des Objekts in das Medienarchiv Wikimedia Commons hochgeladen werden. |